# نظام معزول

النظام المعزول في الفيزياء هو نظام لا يتأثر مع محيطه.ما يجعل طاقته وكتلته وزخمه وحرارته ثابتين لا يتغيرون. لا يوجد نظام معزول تماما في الواقع، فأي نظام يتآثر مع محيطه. لكن بالإمكان ان نعد نظاما معزولا على وجه التقريب عند صرف النظر عن بعض المؤثرات الصغيرة. ومثال ذلك لعبة البلياردو، حيث يمكن أن يعد التصادم بين كرتين تصادما في نظام معزول في حال إهمال قوة الاحتكاك مع الطاولة وإهمال الاحتكاك بين الكرتين. وكذلك يعد دوران الكواكب السيارة حول الشمس في المجموعة الشمسية نظاما معزولا إذا أهملنا تأثير النجوم الأخرى الموجودة في مجرة درب التبانة أو من خارجها على حركة الكواكب.

## النظام المعزول في قوانين التحريك الحراري
- ينص قانون التحريك الحراري الأول على أن الطاقة الداخلية في نظام معزول تظل ثابتة.
- ينص قانون التحريك الحراري الثاني على أن إنتروبيا نظام معزول لا يمكن أن تنخفض.

وبالتعريف كما ذكر ردولف كلازيوس  ،فإن أي نظام فيزيائي مع محيطه يشكلان نظاما معزولا.

## طالع
- عملية كظومة
- نظام مغلق
- نظام مفتوح

## إحالات
1. ↑  تعريف النظام المعزول نسخة محفوظة 24 يناير 2018 على موقع واي باك مشين.
2. ↑  Silvestroni, op. cit.، p. 115